# Narathura dispar
Narathura dispar är en fjärilsart som beskrevs av Riley och Godfrey 1921. Narathura dispar ingår i släktet Narathura och familjen juvelvingar. Inga underarter finns listade i Catalogue of Life.